# Forcipomyia madeira
Forcipomyia madeira är en tvåvingeart som beskrevs av Clastrier 1991. Forcipomyia madeira ingår i släktet Forcipomyia och familjen svidknott.
Artens utbredningsområde är Madeira. Inga underarter finns listade i Catalogue of Life.